# Edifici Roca (València)
L'edifici Roca, situat al carrer Sant Vicent número 34 de la ciutat de València, Comunitat Valenciana, és un edifici privat d'estil racionalista construït entre 1934-1936, que va ser projectat per l'arquitecte alcoià Vicente Valls Gadea.

## Historia i descripció
L'edifici és obra de l'arquitecte alcoià Vicente Valls Gadea i és el primer dels que va executar l'arquitecte a la capital valenciana. Creat per a ús residencial, les obres s'inicien el 1934 i finalitzen l'any 1936. El seu estil arquitectònic és el racionalisme, el llenguatge del qual va assajar prèviament a l'edifici Merín, a Cocentaina. La construcció recau al carrer Sant Vicent número 34 xamfrà amb el carrer Rumbau número.
L'edifici presenta 9 plantes i un soterrani (utilitzat als seus orígens com a zona d'emmagatzematge dels productes que es venien a la planta comercial), de la qual una planta baixa és comercial, una planta és entresòl, sis plantes tipus i un àtic, rematant el conjunt una terrassa on sobresurt un petit volum. Va ser inclòs en el Pla de Reforma Interior de 1928 de València. El nom de l'edifici es correspon amb el comerç que va ocupar durant dècades el local comercial, Viuda de Miguel Roca, una popular botiga d'electrodomèstics, il·luminació, electricitat i de discos. del comerç, que va tancar a principis de la dècada dels anys 1990.
El solar té forma rectangular amb una construcció que s'assembla a una torre com un bloc compacte i esvelt, cosa que li proporciona un aspecte imponent. La façana asimètrica està rematada per un àtic i una torre a la part superior. Aquest edifici es troba dins del conjunt de construccions que es van aixecar a València a l'època de la Segona República Espanyola i que tenien una clara influència del racionalisme arquitectònic i de l'arquitectura expressionista europea.
Una de les característiques que fan d'aquest edifici un element arquitectònic destacable és el voladís inferior, que presenta forma arrodonida i que encaixa a la perfecció a l'estret carrer Cotanda, la qual cosa permet que l'edifici tingui un aspecte esvelt des del punt de vista de la volumetria.